# Silent Hill (videójáték)
A Silent Hill egy túlélőhorror videójáték, ami a Silent Hill videójáték-sorozat első része.
Csak a PlayStation játékkonzolra adták ki, bár több játékos is készített amatőr pc-konverziókat belőle. A Silent Hill moziverzió erősen ebből a részből merít, a mozikban 2006. április 21-én mutatták be először.

## Történet
Harry Mason a lányával, Cheryllel vakációra megy Silent Hill üdülővárosába. Egy épp arra járó rendőrtiszt előzi meg őket, ám hamarosan a motorjával az út szélén találkozunk. Harry már fáradt, és túl későn veszi észre a hirtelen kocsija elé lépő lányt. Az egyetlen amit tehet az, hogy félrerántja a kormányt.
Mikor azonban felébred, a lánya már nincs mellette. Mivelhogy Cheryl számára mindennél fontosabb, azonnal kiszáll a kocsijából, hogy megtudja, mi van a lányával. Ám az üdülőváros helyett, egy ködös szellemvárosba érkezett, ahol a lánya után való kutatást nem csak a lakosok teljes hiánya, de furcsa és groteszk teremtmények is akadályozzák...

## Folytatások
- Silent Hill 2 (2001)
- Silent Hill 3 (2003)
- Silent Hill 4: The Room (2004)
- Silent Hill: Origins (2007)
- Silent Hill: Homecoming (2008)
- Silent Hill: Shattered Memories (2010)
- Silent Hill 8 (2011)

## Silent Hill Play Novel
A Silent Hill Play Novel egy Gameboy Advancere megjelent videójáték, ami a "Csináld magad!" féle játékelemeket csempészte bele Silent Hillbe. Azonban csakis Japánban jelent meg. A Silent Hill 1. részét mutatja be, olyan történeti elemekkel, amiket az alapjátékban nem lehetett megtudni. A nyelve japán, de egyesek lefordították angolra, igaz, általában amatőr szinten.